# Білоруський залізничний міст
Білоруський (Філівський) залізничний міст у Москві — трипрогінний сталевий балковий міст Білоруського напрямку Московської залізниці через річку Москву.
В основі мосту — споруда 1895 року, реконструйована двічі — в 1938 та 1961 роках.

## Історія будівництва та реконструкції
Перший залізничний міст на лінії Москва- Берестя був побудований на цьому місці в 1871 році; він був одноколійним.
УВ1875 році дерев'яний міст був замінений на металевий, також одноколійний, що мав двопрогінну нерозрізну ферму з їздою поверху. Конструкція довжиною всього 100 м виявилася невдалою: у паводок низькі ферми йшли під воду, перетворюючись на греблю, а правобережний устій мосту майже відразу зазнав просідання та тріщини.
В 1894 році було збудовано новий, двоколійний міст.
Три прогони по 55,75 м мали загальний отвір 160 м — у півтора рази більший за попередню конструкцію.
Два прогони були побудовані з використанням старої мостової ферми, розрізаної навпіл і посиленої за нормами 1884 року.
Випробування мосту відбулися 28 липня 1894
.
У такому вигляді міст прослужив до початку будівництва каналу імені Москви. Побудова каналу вимагала підвищення габариту мосту для пропуску річкових суден. Проєкт повної заміни моста був відхилений на користь ощадливої перебудови існуючого мосту. У середньому прогоні мосту ферму з їздою поверху було замінено на ферму з їздою внизу.
Двоколійна конструкція 1938 року виявилася цілком живучою і працює досі.
Бічні прольоти ХІХ століття, які мали багато виробничих дефектів, в 1950-ті роки потребували заміни.
В 1961 році їх замінили на сталезалізобетонні балки.
Головним критерієм при виборі проєкту та технології ремонту був час («вікно»), протягом якого припинено рух поїздів.
На заміну чотирьох прогінних споруд методом поперечного пересування потрібно не більше 16 годин «вікна».
В 2013—2015 роках вище за течією було збудовано новий двоколійний арковий залізничний міст для ІІІ та IV колій Смоленського напрямку. Загальна довжина нового мосту — 213 метрів. Схема: 33,6+31,7+116,0 м+31,7 м. Пролітні будівлі металеві з їздою посередині на баласті. Опори та підвалини мосту монолітні залізобетонні, з основою на бурових палях діаметром 1,5 м. Висота прольоту в межах суднового ходу — 10,9 метра від НПР

В 2019 році розпочалося будівництво другого аналогічного аркового мосту. Рух новим мостом відкрито 23 червня 2020 року
.